# Nathalie Kold-Hansen
Nathalie Michelle Kold-Hansen (født 8. august 1991), er en tidligere dansk atletikudøver som gennem sin karriere har stillet op for Aalborg AM, Aarhus 1900, Hvidovre AM og Københavns IF.
Kold-Hansen har vundet adskillige DM og UDM medaljer. Hendes primære discipliner er 200 meter og længdespring.
Kold-Hansen er datter til den tidligere polske elite sprinter Bożena Kold-Hansen, født Pluta.